# Vuldersreitje
Het Vuldersreitje is een straat in Brugge.

## Beschrijving
Het Vuldersreitje was een waterloop die van de Kazernevest de stad binnenkwam langs de Vuldersstraat, door het stadsdeel nabij de Langestraat, de Rodestraat, het Verbrand Nieuwland en de Molenmeers - in het Sint-Annakwartier - kronkelde en bij de Molenbrug in de Sint-Annarei vloeide.
Een eerste stuk, nabij de Molenmeers, werd gedempt in 1783. In de jaren 1960 achtte stadsingenieur Bocxstael de tijd aangebroken om de rest van deze waterloop, die van de straat niet zichtbaar was en langs de tuinzijde van de huizen liep, enerzijds tussen Vuldersstraat en Bilkske, anderzijds tussen Peperstraat en Rodestraat, te doen verdwijnen. Tegen het einde van de jaren 1960 werd het Vuldersreitje overwelfd en kreeg het een functie in het rioleringsnet.
Aan de kant Peperstraat werd een braakliggend terrein omgebouwd tot parkeerterrein. Aan de korte straatstukjes die ernaartoe leiden vanuit de Langestraat, Rodestraat en Peperstraat is er de naam 'Vuldersreitje' aan gegeven, teneinde de herinnering aan het verdwenen reitje te bewaren.
Het Vuldersreitje mag niet verward worden met het 'Vuil Reitje', een nu gedemtpe zijarm van de Reie, waar thans de Annuntiatenstraat ligt.

## Externe link

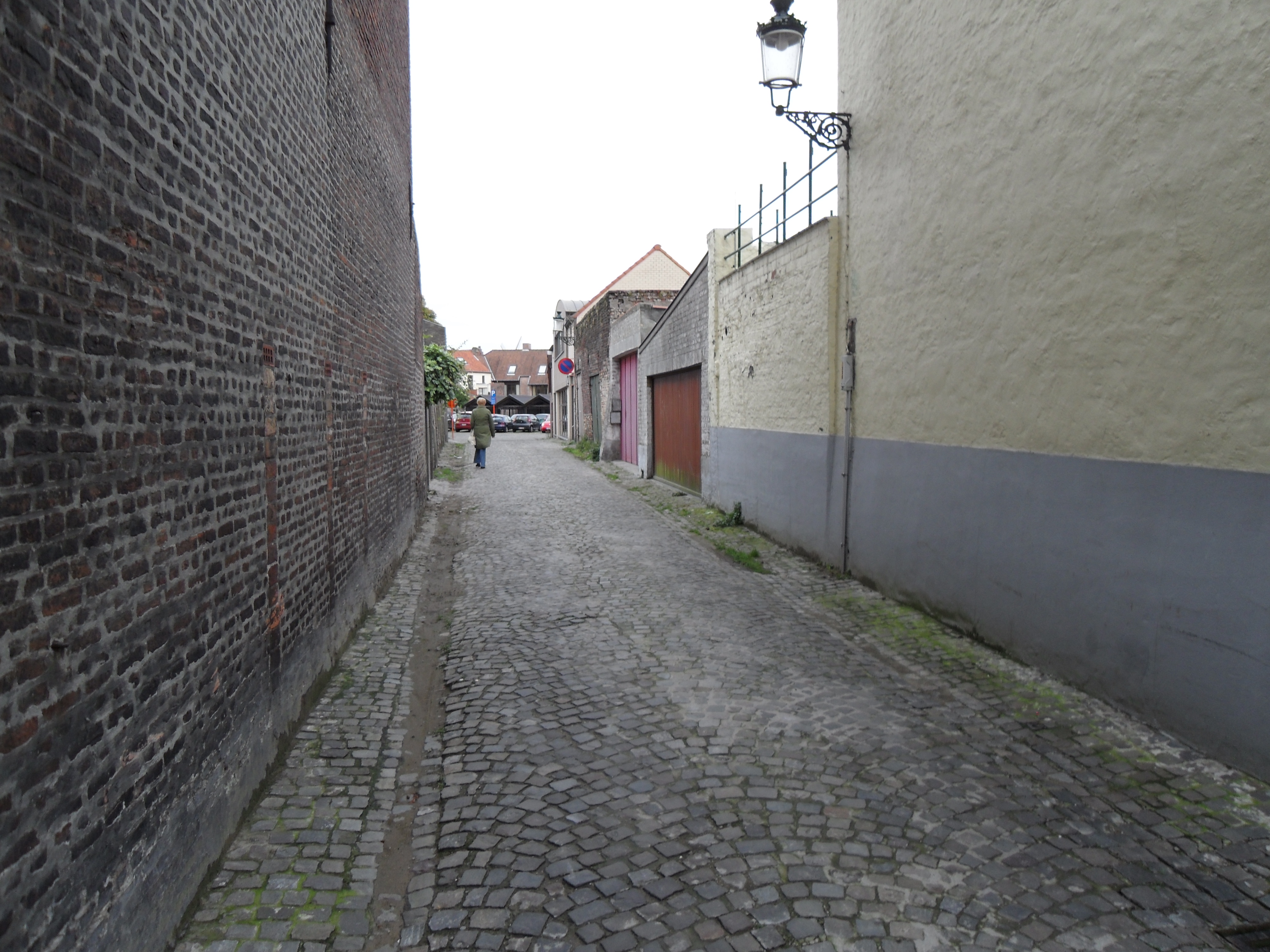
De straat genaamd Vuldersreitje, vanaf de Rodestraat
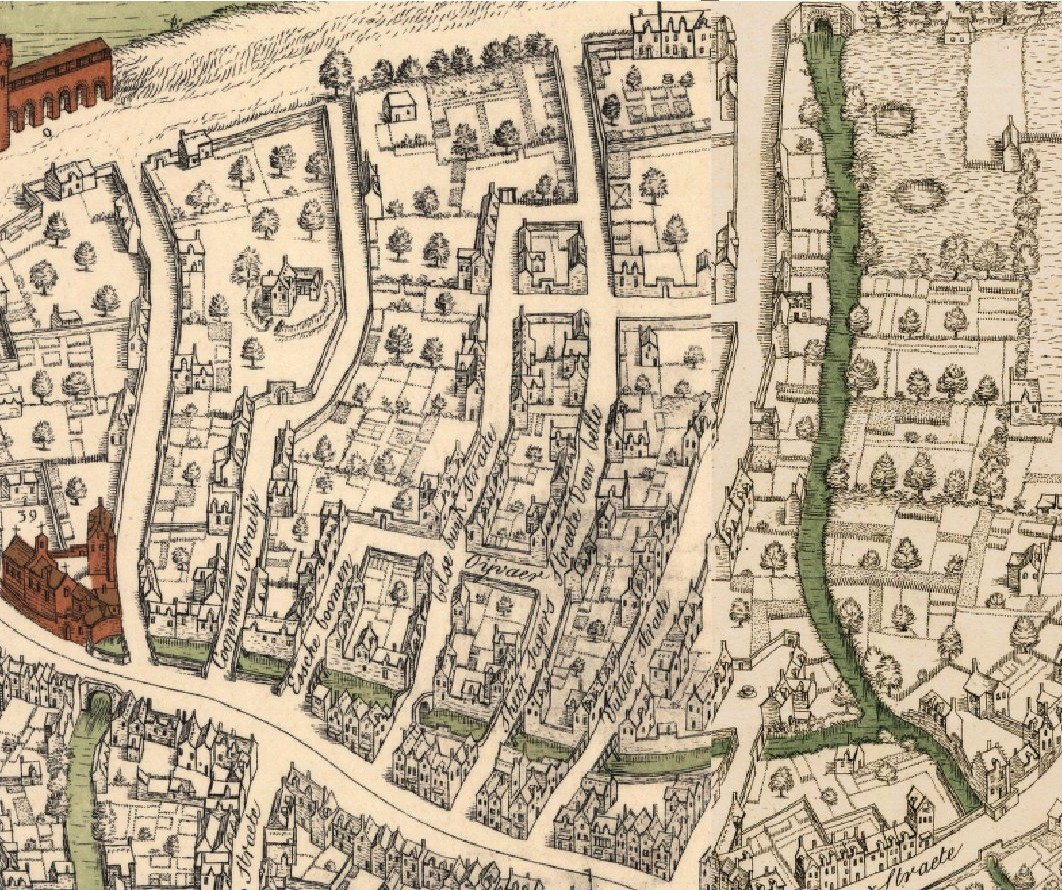
Uitsnede uit de kaart van Brugge door Marcus Gerards met daarop het Vuldersreitje en de Vuldersstraat